# Унтермерцбах
Унтермерцбах (њем. Untermerzbach) општина је у њемачкој савезној држави Баварска. Једно је од 26 општинских средишта округа Хасберге. Према процјени из 2010. у општини је живјело 1.751 становника. Посједује регионалну шифру (AGS) 9674210.

## Географски и демографски подаци
Унтермерцбах се налази у савезној држави Баварска у округу Хасберге. Општина се налази на надморској висини од 264 метра. Површина општине износи 27,8 km². У самом мјесту је, према процјени из 2010. године, живјело 1.751 становника. Просјечна густина становништва износи 63 становника/km².